# Aegomorphus pinima
Aegomorphus pinima es una especie de escarabajo longicornio del género Aegomorphus, tribu Acanthoderini, subfamilia Lamiinae. Fue descrita científicamente por Galileo & Martins en 2006.

## Descripción
Mide 8,3 milímetros de longitud.

## Distribución
Se distribuye por Bolivia.